# 세르게이 핀추크
세르게이 미하일로비치 핀추크(러시아어: Сергей Михайлович Пинчук; 1971년 7월 26일~)는 러시아 해군의 장교이다. 그는 현재 제독 계급을 가지고 있으며, 흑해 함대의 총사령관이다.

## 경력
핀추크는 1971년 7월 26일, 당시 소련의 우크라이나 SSR의 일부였던 세바스토폴에서 태어났다. 그의 아버지 미하일 페도로비치 핀추크도 해군 장교였는데, 킨다급 순양함 그로즈니를 지휘했으며, 발트 함대의 군수 부사령관을 역임하며 현역으로 콘트르-아드미랄 계급에 도달했다. 세르게이는 상트페테르부르크에 있는 나히모프 해군 학교에 다녔으며, 1988년에 졸업하고 세바스토폴에 있는 나히모프 흑해 고등 해군 학교에 입학했다.
핀추크의 초급 장교 복무는 발트 함대에서 보냈는데, 1993년부터 그는 함대의 기함인 소브레메니급 구축함 나스토이치비의 대공 미사일 포대를 지휘했다. 몇 년에 걸쳐 그는 승진하여 함의 미사일 및 포병 부대 지휘관, 그 다음 선임 보조관, 그리고 2004년에서 2007년 사이에 함을 지휘했다. 이 기간 동안 그는 해군의 고등 장교 수업을 듣고 1999년에 졸업했으며, 2004년에 N. G. 쿠즈네초프 해군 사관학교에서 추가 교육을 받았다. 그는 발티스크에 기반을 둔 발트 함대 해상 부대의 참모장이었으며, 2007년부터 105함대 여단장이자 크론시타트 수비대장이었다.
2010년 12월부터 핀추크는 레닌그라드 해군 기지의 참모장이자 제1부사령관으로 복무했다. 2011년 12월 22일, 그는 Novorossiysk Naval Base 사령관으로 임명되어 흑해 함대에 합류했다. 2014년 2월 핀추크는 콘트르-아드미랄로 진급했고, 2014년 9월에는 러시아 합동군사참모대학교에서 공부를 시작했다.
핀추크는 2016년에 아카데미를 졸업하고 그해 7월에 카스피 소함대 사령관 대리로 임명되었으며, 9월 20일에 그의 직위가 확정되었다. 2021년 2월 18일 그는 부제독으로 진급했다. 2021년 5월 9일 그는 흑해 함대의 부사령관으로 임명되었다.

### 제재
그는 러시아-우크라이나 전쟁과 관련하여 2022년에 영국 정부에 의해 제재를 받았다.
2022년 2월, 핀추크는 "우크라이나의 영토 보전, 주권 및 독립, 그리고 우크라이나의 안정 또는 안보를 훼손하고 위협하는 행동과 정책을 적극적으로 지지하고 이행하는 책임이 있다"는 이유로 유럽 연합의 제재 목록에 추가되었다.

### 소콜로프 교체
2024년 2월 15일, 리바르를 포함한 저명한 러시아 텔레그램 채널들은 흑해 함대 사령관인 빅토르 소콜로프가 교체되었다고 보도했다. 소콜로프 지휘 하에 흑해 함대의 상당 부분이 우크라이나에 의해 파괴되었는데, 여기에는 2월 14일에 체자르 쿠니코프 대형 상륙함이 포함되었다. 러시아 밀블로거들은 이러한 손실 때문에 교체가 이루어졌다고 추측했다. 세르게이 핀추크가 흑해 함대 지휘를 맡을 것으로 보도되었다. 그는 2024년 2월 15일에 흑해 함대 사령관 대리로 임명되었고, 4월 2일에 사령관으로 확정되었다. 그는 2025년 2월 21일에 제독 계급으로 진급했다.

## 개인 생활
경력 동안 세르게이 핀추크는 2009년 군사공로훈장을 포함하여 다양한 부서 훈장과 메달을 받았다. 그는 결혼하여 아들과 딸이 있다.